# Comisión Intersecretarial de Cambio Climático
La Comisión Intersecretarial de Cambio Climático es una comisión intersecretarial y permanente del gobierno federal mexicano que tiene por objeto coordinar, proponer e implementar políticas públicas tendientes a disminuir las causas del cambio climático en México. La primera comisión de este tipo fue creada mediante decreto de Vicente Fox Quezada el 25 de abril de 2005, realizándose una segunda reestructuración e instalación del mismo el 29 de enero de 2013.

## Antecedentes
En 1993, México ratificó la firma de la Convención Marco de las Naciones Unidas sobre el Cambio Climático y, en el 2000 el Protocolo de Kioto, mediante el cual se comprometió a crear las estructuras jurídicas y administrativas necesarias para disminuir la emisión de los gases de efecto invernadero y otras causas del cambio climático. Por ello, el 25 de abril de 2005, se publicó el decreto de Vicente Fox Quezada que creaba una primera versión de la Comisión Intersecretarial de Cambio Climático.
El 6 de junio de 2012, durante el sexenio de Felipe Calderón Hinojosa se publicó en el Diario Oficial de la Federación la Ley General de Cambio Climático y que entró en vigor en octubre del mismo año, que establece la existencia de la Comisión Intersecretarial de Cambio Climático, como parte del Sistema Nacional de Cambio Climático junto con el Consejo de Cambio Climático, el Instituto Nacional de Ecología y Cambio Climático y los gobiernos estatales.
Esta nueva ley dejó sin efectos el decreto que creó el anterior Comité, por lo que fue necesario instalar uno nuevo en los términos de la nueva legislación, lo que sucedió el 29 de enero de 2012, al inicio de la presidencia de Enrique Peña Nieto, se instaló el nuevo Comité integrado por 13 dependencias federales y a quien se le destinó un presupuesto para 2013 de 34,500 millones de pesos. Asimismo se le encargó a esta nueva Comisión la creación de la Estrategia Nacional de Cambio Climático, que ordena la misma ley, y que comenzaron a trabajar en su primera sesión ordinaria celebrada el 27 de febrero de 2013. La Estrategia Nacional de Cambio Climático ya finalizada fue publicada en el Diario Oficial de la Federación el 3 de junio de 2013.

## Funciones
Conforme a la Ley General de Cambio Climático, la Comisión posee las siguientes funciones:
1. Promover la coordinación de acciones de las dependencias y entidades de la administración pública federal en materia de cambio climático.
2. Formular e instrumentar políticas nacionales para la mitigación y adaptación al cambio climático, así como su incorporación en los programas y acciones sectoriales correspondientes;
3. Desarrollar los criterios de transversalidad e integralidad de las políticas públicas para enfrentar al cambio climático para que los apliquen las dependencias y entidades de la administración pública federal centralizada y paraestatal;
4. Aprobar la Estrategia Nacional;
5. Participar en la elaboración e instrumentación del Programa;
6. Participar con el INEGI para determinar la información que se incorpore en el Sistema de Información sobre el Cambio Climático;
7. Proponer y apoyar estudios y proyectos de innovación, investigación, desarrollo y transferencia de tecnología, vinculados a la problemática nacional de cambio climático, así como difundir sus resultados;
8. Proponer alternativas para la regulación de los instrumentos de mercado previstos en la ley, considerando la participación de los sectores involucrados;
9. Impulsar las acciones necesarias para el cumplimiento de los objetivos y compromisos contenidos en la Convención y demás instrumentos derivados de ella;
10. Formular propuestas para determinar el posicionamiento nacional por adoptarse ante los foros y organismos internacionales sobre el cambio climático;
11. Promover, difundir y dictaminar en su caso, proyectos de reducción o captura de emisiones del mecanismo para un desarrollo limpio, así como de otros instrumentos reconocidos por el Estado mexicano tendentes hacia el mismo objetivo;
12. Promover el fortalecimiento de las capacidades nacionales de monitoreo, reporte y verificación, en materia de mitigación o absorción de emisiones;
13. Difundir sus trabajos y resultados así como publicar un informe anual de actividades;
14. Convocar a las organizaciones de los sectores social y privado, así como a la sociedad en general a que manifiesten su opinión y propuestas con relación al cambio climático;
15. Promover el establecimiento, conforme a la legislación respectiva, de reconocimientos a los esfuerzos más destacados de la sociedad y del sector privado para enfrentar al cambio climático;
16. Solicitar recomendaciones al consejo sobre las políticas, estrategias, acciones y metas para atender los efectos del cambio climático, con el deber de fundamentar y motivar la decisión que adopte sobre aquellas;
17. Emitir su reglamento interno.

## Estructura
La Comisión está integrada por los titulares de las siguientes secretarías:
- Secretaría de Medio Ambiente y Recursos Naturales
- Secretaría de Agricultura, Ganadería, Desarrollo Rural, Pesca y Alimentación
- Secretaría de Salud
- Secretaría de Comunicaciones y Transportes
- Secretaría de Economía
- Secretaría de Turismo
- Secretaría de Desarrollo Social
- Secretaría de Gobernación
- Secretaría de Marina
- Secretaría de Energía
- Secretaría de Educación Pública
- Secretaría de Hacienda y Crédito Público
- Secretaría de Relaciones Exteriores

La comisión es presidida por el presidente de México, quien puede delegar en el Secretario de Gobernación o el Secretario de Medio Ambiente y Recursos Naturales. También cuenta con un secretario técnico que se encargar de convocar a sesión al Comité y a documentar las sesiones. El comité puede invitar a otros organismos gubernamentales federales, estatales o municipales a ser miembros del comité.
Para el desempeño de su trabajo el Comité integra los siguientes grupos de trabajo, pudiendo crear otros:
I. Grupo de trabajo para el Programa Especial de Cambio Climático.
II. Grupo de trabajo de políticas de adaptación.
III. Grupo de trabajo sobre reducción de emisiones por deforestación y degradación.
IV. Grupo de trabajo de mitigación.
V. Grupo de trabajo de negociaciones internacionales en materia de cambio climático.
VI. Comité Mexicano para proyectos de reducción de emisiones y de captura de gases de efecto invernadero.